# Andromède (U-Boot)
Die Andromède (Kennung: Q 201) war ein französisches U-Boot der Aurore-Klasse. Nach dem Waffenstillstand von Compiègne im Juni 1940 fiel das im Bau befindliche Boot in die Hände der deutschen Kriegsmarine. Das U-Boot wurde am 13. Mai 1941 in UF 3 umbenannt, aber nicht fertiggestellt.
Nach Kriegsende 1945 wurde das Boot zu Ende gebaut und bis in die 1960er-Jahre von der französischen Marine eingesetzt.
Die Andromède wurde 1965 zur Verschrottung verkauft.